# James Van Allen

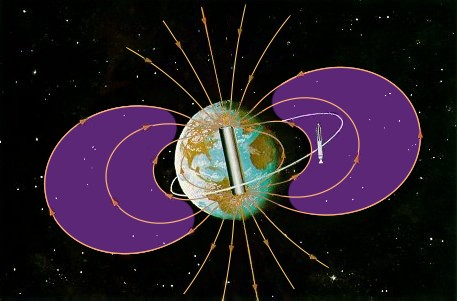
Cinturons de Van Allen.

James Alfred Van Allen ( Mount Pleasant, Iowa, 7 de setembre de 1914 - Iowa City, Iowa, 9 d'agost de 2006) fou un físic estatunidenc. Professor i director de l'Institut de Física de la Universitat d'Iowa des del 1951, va dur a terme investigacions sobre física nuclear, sobre els raigs còsmics i sobre la física atmosfèrica.
Va descobrir l'existència de dues zones de radiació d'alta energia que circumden la Terra, anomenades en el seu honor cinturons de Van Allen, l'origen de les quals es troba probablement en les interaccions del vent solar i dels raigs còsmics amb els àtoms constituents de l'atmosfera.
  

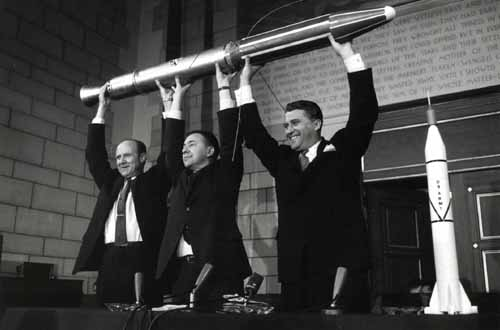
Van Allen (mig) celebrant el satèl·lit Explorer.

Va col·laborar igualment en el disseny dels primers satèl·lits artificials estatuniencs (Explorer) i va participar en els programes d'investigació planetària associats a les missions de la NASA Apol·lo, Mariner i Pioneer. Entre altres guardons va rebre la medalla Hickman, de la Societat Americana de Coets i el premi de l'Acadèmia de les Ciències de Washington. També va rebre la medalla d'or de la Royal Astronomical Society el 1978 i el Premi Crafoord el 1989 pels seus treballs astrofísics.
Va morir al 'University Hospital d'Iowa (EUA), el 9 d'agost de 2006, gairebé amb 92 anys, després de patir una insuficiència cardíaca.